# Stade Gran Sasso d'Italia-Italo Acconcia
Le Stade Gran Sasso d'Italia-Italo Acconcia (en italien : Stadio Gran Sasso d'Italia-Italo Acconcia), également connu sous le nom de Stade d'Acquasanta (en italien : Stadio di Acquasanta), est un stade de football italien situé dans la ville de L'Aquila, dans les Abruzzes.
Le stade, doté de 6 763 places et inauguré en 1982, sert d'enceinte à domicile à l'équipe de football de L'Aquila Calcio 1927.
Il porte le nom d'Italo Acconcia, footballeur local et ancien milieu de terrain de L'Aquila Calcio des années 1940 et 1950 puis plus tard entraîneur des équipes de jeunes de l'équipe nationale.

## Histoire
Le stade ouvre ses portes en 1982 dans le quartier Acquasanta, non loin de l'autre installation municipale du Stade Tommaso-Fattori.
Il est reconstruit entre 2012 et 2016 sur l'emplacement d'un ancien terrain de sport jamais achevé.
À partir de 2016 est ajouté au nom du stade Italo Acconcia, à la suite d'une consultation populaire organisée par les supporters du club.

## Galerie

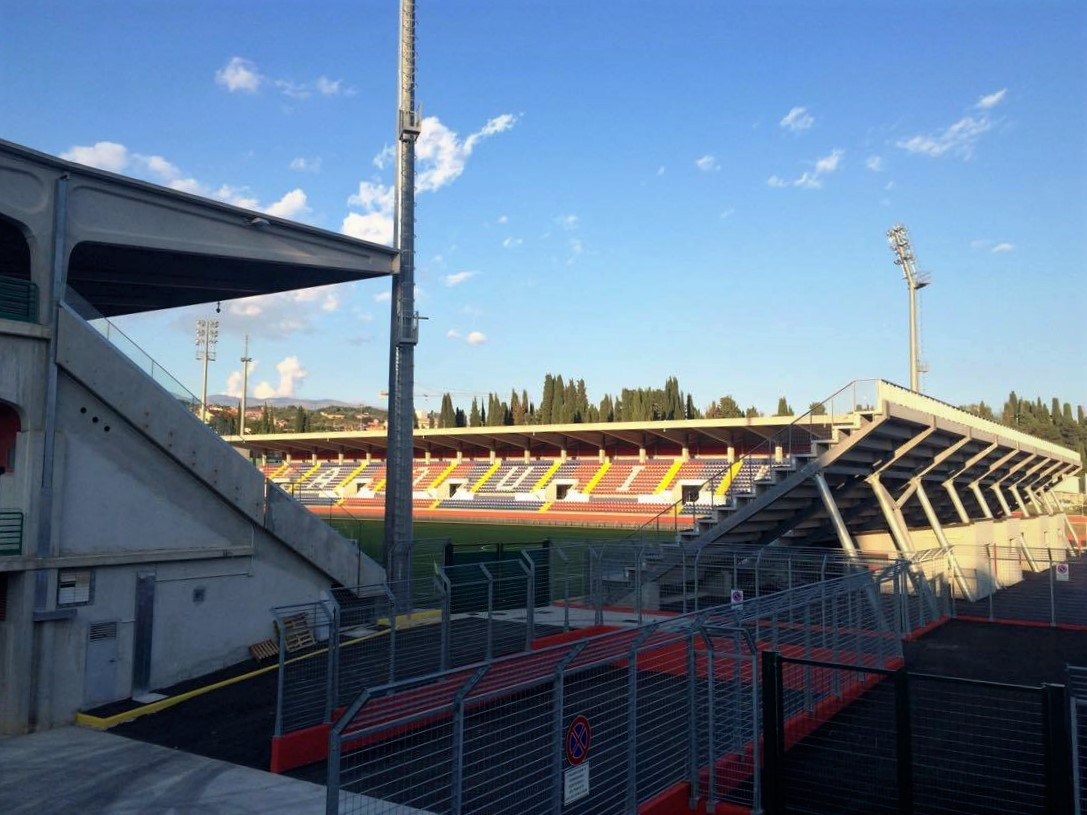
Vue des tribunes n°1
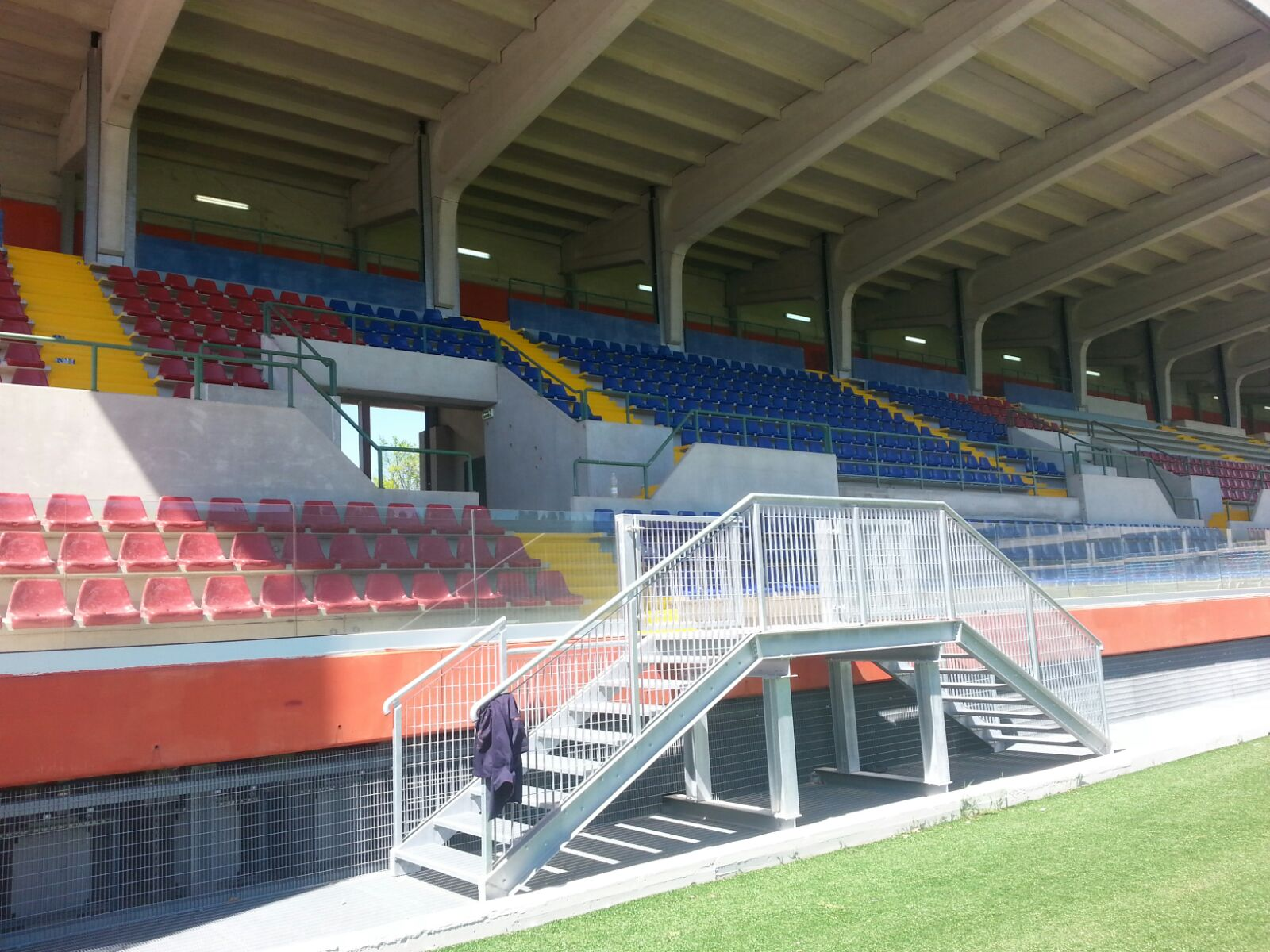
Vue des tribunes n°2